# Judit Reigl
Judit Reigl, née le 1er mai 1923 à Kapuvár (Hongrie) et morte le 6 août 2020 à Marcoussis, est une artiste peintre française d'origine hongroise. Son  parcours artistique, entre abstraction et figuration, est d'abord marquée par le surréalisme avant d'évoluer vers une approche personnelle qui fait une large part à la spontanéité et à la gestuelle.

## Biographie
Judit Reigl est née le 1er mai 1923 à Kapuvár, en Hongrie. Elle est la fille de Antal Reigl et Julianna Kollar. À la mort de son père alors qu'elle a trois ans, sa mère s'installe à Budapest, puis se remarie et la famille s'installe alors à Szeged où Judit Reigl suit des cours d'art dans une école expérimentale.
Elle suit ensuite les cours de l'académie des beaux-arts de Budapest de 1941 à 1946 où elle est l'élève du peintre István Szőnyi. Bénéficiant d'une bourse d'études, elle quitte Budapest au mois de décembre 1946 pour Rome où elle réside jusqu'en octobre 1948. Elle y rencontre Betty Anderson qui sera sa compagne plus tard.
En 1950, lorsque le rideau de fer sépare la Hongrie de l'Europe occidentale, Judit Reigl essaie à huit reprises de quitter le pays et y parvient le 10 mars 1950. Elle explique qu'en Hongrie, elle ne pouvait peindre que des portraits de dirigeants communistes et que sa fuite était nécessaire pour préserver sa liberté artistique. Arrêtée en Autriche, dans la zone occupée par les Britanniques, elle est emprisonnée deux semaines dans un camp d'où elle s'enfuit. Après un voyage le plus souvent effectué à pied, en passant par Munich, Bruxelles et Lille, elle arrive à Paris le 25 juin 1950, où elle est accueillie par son compatriote Simon Hantaï, qui lui présente André Breton.
Elle rencontre ainsi le groupe surréaliste parisien en 1950. Ses premières œuvres montrent l'influence de ce mouvement. En 1954, sa première exposition est organisée à la galerie L'Étoile scellée. La préface du catalogue est écrite par André Breton, qui la reprendra dans l'édition de 1965 de son ouvrage Le Surréalisme et la peinture. En 1956, elle fait partie, avec Jean Degottex, Simon Hantaï et Claude Viseux, de l'exposition Tensions à la galerie René Drouin.
Judit Reigl, passionnée par l'écriture automatique, s'éloigne du surréalisme et se tourne vers l'abstraction lyrique et un art plus gestuel. Elle s'intéresse notamment au travail de Georges Mathieu. Elle privilégie alors la vitesse d’exécution et l’éclatement des formes. Elle peint en appliquant plusieurs couches de couleurs vives, saturées, souvent à mains nues,,.
De 1958 à 1965, elle développe la série des Guano, réutilisant des toiles ratées posées sur le parquet et sur lesquelles elle « [a] travaillé, marché, déversé de la matière picturale qui coulait, imbibait, s'écrasait sous [mes] pieds », faisant ainsi intervenir le « hasard objectif » cher à Breton.
En 1963, elle s'installe avec sa compagne Betty Anderson, à Marcoussis, près de Paris, dans un atelier qui lui permet de peindre de grands formats.
En 1966, elle commence la série figurative Homme, de torses humains en lévitation,. Puis, à partir de 1973, influencée par la musique, elle aligne des taches de couleur sur différents fonds en marchant le long d'une toile non tendue, dans la série intitulée Déroulements,. Dans cette série, comme dans la série suivante Entrée-Sortie (1986-1988), le procédé original entraîne une diffusion des couleurs à travers les fibres de la toile qui produit un effet moiré par transparence.
Elle produit de nouvelles séries chaque année et travaille près de six ans sur New York, 11 septembre 2001.
Toute sa vie, Judit Reigl explore de nouvelles techniques de peinture, ne faisant pas de distinction entre art figuratif et art abstrait. Pour elle, le processus physique de peindre, est aussi important que la technique. Son œuvre est une contribution importante à la peinture de la seconde moitié du XXe siècle,. L'écrivain et critique d'art Marcelin Pleynet relève l'ambiguïté de genre entretenue par Judit Reigl. Sarah Wolf voit aussi un élément de genre dans la façon dont judit Reigl revisite la gestuelle macho de Jackson Pollock.
Elle réalise également des séries de dessins en 1958-1959, 1965-1966 et 2009-2010. Pour la première série qui porte le titre Présence, elle souffre de tendinite et se consacre pendant un an à des petits formats 21 x 27 cm sur papier à l'encre de Chine. Elle s'inspire des musiciens tels Bach, Luciano Berio, Mozart. Dans la troisième série, elle dessine des grands formats où le noir et le blanc ont une valeur égale. Elle réalise tel un musicien une partition rythmée de vide et de plein. Elle déploie à même le sol de son atelier de longs rouleaux de papier de 70 cm de large, sur une longueur de 7 à 10 m. Elle engage un combat avec tout son corps, une grande liberté de gestes. Son œuvre terminée, elle découpe la bande de papier pour cadrer les dessins réalisés.
Elle décède le 6 août 2020 à Marcoussis où elle s'est installée dès 1963.
Longtemps méconnue, son œuvre est redécouverte depuis 2005 et fait l'objet de plusieurs rétrospectives. En 2023, la Neue Nationalgalerie à Berlin lui consacre sa première exposition individuelle muséale.

### Décorations
- 10 février 2016 :  Commandeur de l'ordre des Arts et des Lettres[12]
  - 2011 :  Officier de l'ordre des Arts et des Lettres[13]
- 15 novembre 2018 :  Chevalier de l'ordre national du Mérite[14]

## Œuvre
Ses œuvres sont conservées au Centre national d'art et de culture Georges-Pompidou (Paris),, au Museum of Modern Art (New York), au Metropolitan Museum of Art (New York), à la Tate Modern (Londres), au musée d'art moderne de la ville de Paris, au musée des beaux-arts de Budapest.

### Prix
- 2011 : Prix Kossuth[19],[20]
- 2017 : Prix AWARE[21],[20]

### Quelques œuvres
- Flambeau des noces chimiques, 1954[22]
- Ils ont soif insatiable de l'infini[23], 1954, d'après une phrase de Lautréamont[24]
- Lueurs de fièvre, 1954[25]
- Centre de dominance, 1958, huile sur toile, 148 × 180 cm[26]
- Guano, 1958-1965, série
  - Guano, 1959-1960, huile sur toile, 150 × 123 cm, musée d'Évreux
- Déroulements, 1973, série
  - Strette, de la série Déroulements, 1978, huile sur toile, signé et daté au dos, 195 × 300 cm, musée d'Évreux
- Entrée-Sortie, 1986-88, série[27]
- Déroulement, 1978, acrylique et huile sur toile, 195,5 x 200,5 cm, musée national des Beaux-Arts du Québec[28]
- Espace entre deux mouvements, 1980, huile et glycérophtalique sur toile, 195,8 x 300,7 cm, musée national des Beaux-Arts du Québec[29]
- Porta dolente, 1988, technique mixte sur toile, 220 × 195 cm[30]
- Face à…, série, 1989, technique mixte sur toiles[30]

## Expositions
- 1983 : participation à l'exposition itinérante « Vingt ans d'art en France », France, Allemagne, Italie
- 2004 : rétrospective, musée de Soissons[20]
- 2005 : rétrospective, Budapest[6]
- 2007 : Janos Gat Gallery, New York, première exposition aux États-Unis[3]
- 2010 : rétrospective, musée des beaux-arts de Nantes[31]
- septembre 2018 : espace Art Absolument
- 2018 : Musée d'art moderne de Paris
- 2019 : « La vraie vie est ailleurs – Artistes femmes autour de Marta Pan : Simone Boisecq, Charlotte Calmis, Juana Muller, Vera Pagava, Judit Reigl », musée des Beaux-Arts de Brest[32]
- 2023 : Judith Reigl. Kraftfelder, Neue Nationalgalerie, Berlin[11]

#### Ouvrage général
- Élisabeth Védrenne et Valérie de Maulmin, Les Pionnières : dans les ateliers des femmes artistes du XXe siècle, photographies de Catherine Panchout, Paris, Somogy éditions d'art, 2018  (ISBN 978-2-7572-1305-6) Avec Etel Adnan, Geneviève Asse, Pierrette Bloch, Geneviève Claisse, Parvine Curie, Sheila Hicks, Shirley Jaffe, Vera Molnár, Aurélie Nemours, Marta Pan et Judit Reigl.

#### Ouvrages consacrés à Judit Reigl
- Marcelin Pleynet, Judit Reigl, éditions Adam Biro, Paris, 2001  (ISBN 2876603128)
- Agnes Berecz, Judit Reigl, 300 pages, éditeur : Kálmán Makláry Fine Arts ; 1re édition 2010  (ISBN 9638735090 et 978-9638735096)
- Marcelin Pleynet, Judit Reigl 1974-1988, 130 pages, éditeur : Maklary Artworks LTD., Erdész & Makláry Fine Arts ; 1re édition 2009  (ISBN 9638824719 et 978-9638824714)
- Agnes Berecz, Judit Reigl 1950s, 68 pages, éditeur : Maklary Artworks LTD., Erdész & Makláry Fine Arts ; 1re édition 2006. Langues : anglais, français, hongrois  (ISBN 963-87350-0-7 et 978-963-87350-0-3)

### Vidéos
Expositions, interviews, analyses et apparitions à la télévision.
- The Art of Judit Reigl
- Metropolitan
- Pompidou
- The artist talks about her paintings - part one
- The artist talks about her paintings - part two
- At the Studio of Judit Reigl - part one
- At the Studio of Judit Reigl - part two
- At the Studio of Judit Reigl - part three
- Ink on paper
- Interview- part one
- Interview - part two
- Kortárs
- A very rare footage from 1945
- Interview with Judit Reigl
- Dedication at Makláry's gallery
- Retrospective in Műcsarnok
- A létezés ritmusa
- Portrait (1997)
- Új művek papíron - part one
- Új művek papíron - part two
- Retrospective exhibition
- Reigl Judit in MODEM
- Hantai & Reigl - Berecz Ágnes előadása (part one)
- Hantai & Reigl - Berecz Ágnes előadása (part two)
- New auction record price for Judit Reigl at Christie's